# Greven av Monte Cristo (TV-serie, 1998)
Greven av Monte Cristo (franska: Le Comte de Monte-Cristo, italienska: Il conte di Montecristo, tyska: Der Graf von Monte Christo) är en fransk-italiensk-tysk TV-serie i åtta delar från 1998. Serien bygger på Alexandre Dumas den äldres klassiska roman med samma namn.

## Rollista i urval
- Gérard Depardieu – Edmond Dantès / Dantès' far
- Ornella Muti – Mercedès Iguanada
- Jean Rochefort – Fernand Mondego
- Pierre Arditi – Gérard de Villefort
- Florence Darel – Camille de la Richardais
- Christopher Thompson – Maximilien Morrel
- Stanislas Merhar – Albert de Morcerf
- Guillaume Depardieu – Edmond Dantès som ung